# Dorfkirche Fünfeichen

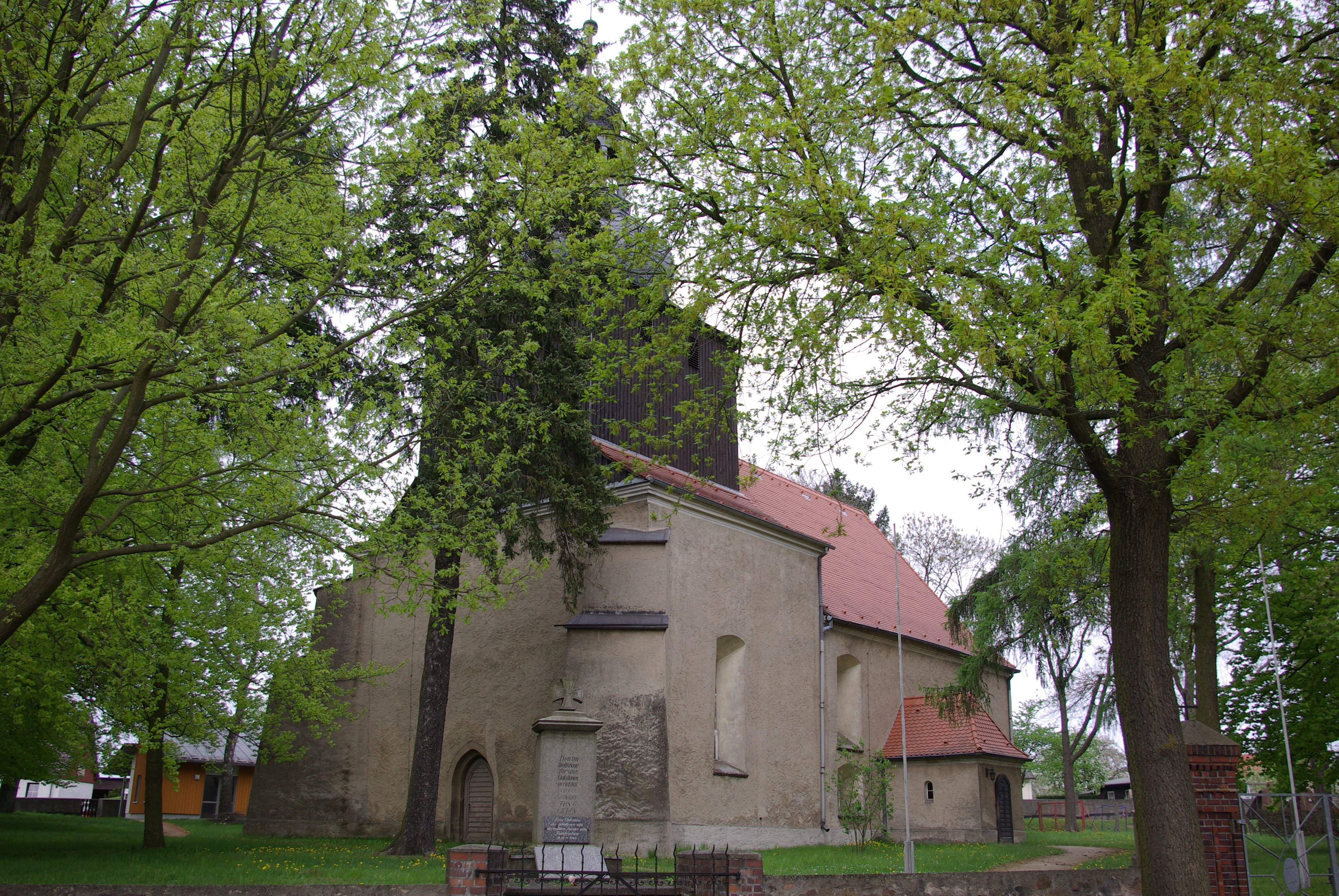
Dorfkirche Fünfeichen

Die evangelische, denkmalgeschützte Dorfkirche Fünfeichen steht in Fünfeichen, einem Ortsteil der Gemeinde Schlaubetal im Landkreis Oder-Spree in Brandenburg. Sie gehört zum Kirchenkreis Oderland-Spree der Evangelischen Kirche Berlin-Brandenburg-schlesische Oberlausitz.

## Beschreibung
Die verputzte Feldsteinkirche stammt aus dem 15. Jahrhundert. Sie besteht aus einem Langhaus, einem eingezogenen, dreiseitig geschlossenen Chor im Osten und einem von Strebepfeilern gestützten Kirchturm auf quadratischen Grundriss im Westen. Bei der Erneuerung der Saalkirche im 18. Jahrhundert erhielt der Kirchturm einen mit Brettern verkleideten Aufsatz, der mit einer Welschen Haube bedeckt wurde.
Der mit einem hölzernen Tonnengewölbe überspannte Innenraum hat doppelgeschossige Emporen an drei Seiten. Zur Kirchenausstattung gehört ein geschnitztes Altarretabel von 1626. Auf der Predella ist das Abendmahl dargestellt. Die Kanzel mit ihrem Schalldeckel stammt ebenfalls aus dem 17. Jahrhundert. Die Orgel mit elf Registern auf zwei Manualen und Pedal wurde 1880 von Johann Friedrich Gast gebaut.